# Крепост на Скалата на Свети Георги
Крепост на Скалата на Свети Георги (на гръцки: Οχύρωση Βράχου Αγ. Γεωργίου) е археологически обект над градчето Аспровалта, Гърция.

## Местоположение
Крепостта е разположена на 3 km северозападно от Аспровалта, на върха на внушителна гранитна скала в Орсовата планина (Кердилио). В северозападното подножие на скалата е манастирът „Свети Георги“.

## История
Местността носи името „Скала на Свети Георги“ (Βράχος Αγίου Γεωργίου) или „Плоча на Свети Георги“ (Πλάκα Αγίου Γεωργίου) или „Стефанински скален манастир“ (Βραχομονάστηρο Στεφανηνών) или „Цицина“ (Καρούμπαλο).
Крепостта не е идентифицирана с никоя, спомената в източниците крепост. Има хипотеза, че може да е една от „Старите крепости“ (Παλαιόκαστρα) в района около Прилонгион в архонтството Стефаниана, дарено на манастира „Света Богородица Петричка“ от доместика на Запада Григорий Бакуриани в 1083 година. Ако предположението, че Прилонгион е днешната Аспровалта е вярно, тогава наистина е много възможно Крепостта на скалата на Свети Георги да е бил една от „Старите крепости“, което означава, че крепостта е съществувала от средновизантийския период и вероятно преди XI век. Тази приблизителна датировка е валидна, дори и ако идентификацията на Прилонгион с Апсровалта не е вярна.

## Описание
Общият периметър на крепостта се оценява на около 400 m, от които само 60 m са били заградени. Това е Г-образна стена на северозападната страна на скалата, която е била и единствената възможна точка за достъп до замъка през шията, образувана между скалата и манастира „Свети Георги“. Останалата част от скалата е неукрепена, тъй като има естествена защита от стръмните отвесни скали. Повечето от стените и сградите на крепостта са се срутили с времето и са покрити с гъста растителност.
Градежът на стената от северозападната страна е от недялани камъни със свързващ хоросан между тях. По пътеката, която води до замъка, вдясно от входа е най-добре запазената част от стената с максимална запазена височина 3,5 m и дебелина 2 m, която след 15 m образува прав ъгъл (Г-образна форма) и продължава още 20 m, с максимална височина 2 m и дебелина около 1,5 m. Вляво от входа на малка височина се виждат останки от стена с дължина 20 m. Входът вероятно е бил там, където се намира сегашният входен отвор в скалата.
Вдясно от входа има останки от неизвестна продълговата сграда, прикрепена към вътрешната страна на крепостната стена, разделена надлъжно на две основни части. Откриват се и останки от правоъгълна сграда с размери 2,4 m x 2,0 m. Вероятно е малък еднокорабен храм. Във вътрешността има разпръсната керамика.
На най-високата точка (463 m), разположена в югоизточната част на скалата, има останки от сгради, покрити с растителност.
Така виждаме, че това не е грубо укрепление, а истинска крепост със сгради, църква и следи от селище, с възможност за наблюдение на целия Струмски залив, но също и на крайбрежно-равнинната зона на Аспровалта, през която е минавал древният път Виа Егнация. Има и визуален контакт със съседни крепост в района, като Ливасдия, Палеокастро при Ставрос и Хрисополис в устието на Струма.